# Villa Cornaro
| Imagem: Cidade de Vicenza e Villas de Palladio no Véneto | A Villa Cornaro está incluída no sítio "Cidade de Vicenza e Villas de Palladio no Véneto", Património Mundial da UNESCO. |  |

A Villa Cornaro é uma villa italiana do Véneto, situada em Piombino Dese, Província de Pádua, projetada pelo arquiteto Andrea Palladio em 1552.
A villa está classificado, desde 1996, como Património Mundial da Humanidade pela UNESCO, juntamente com as outras villas palladianas do Véneto.

## História

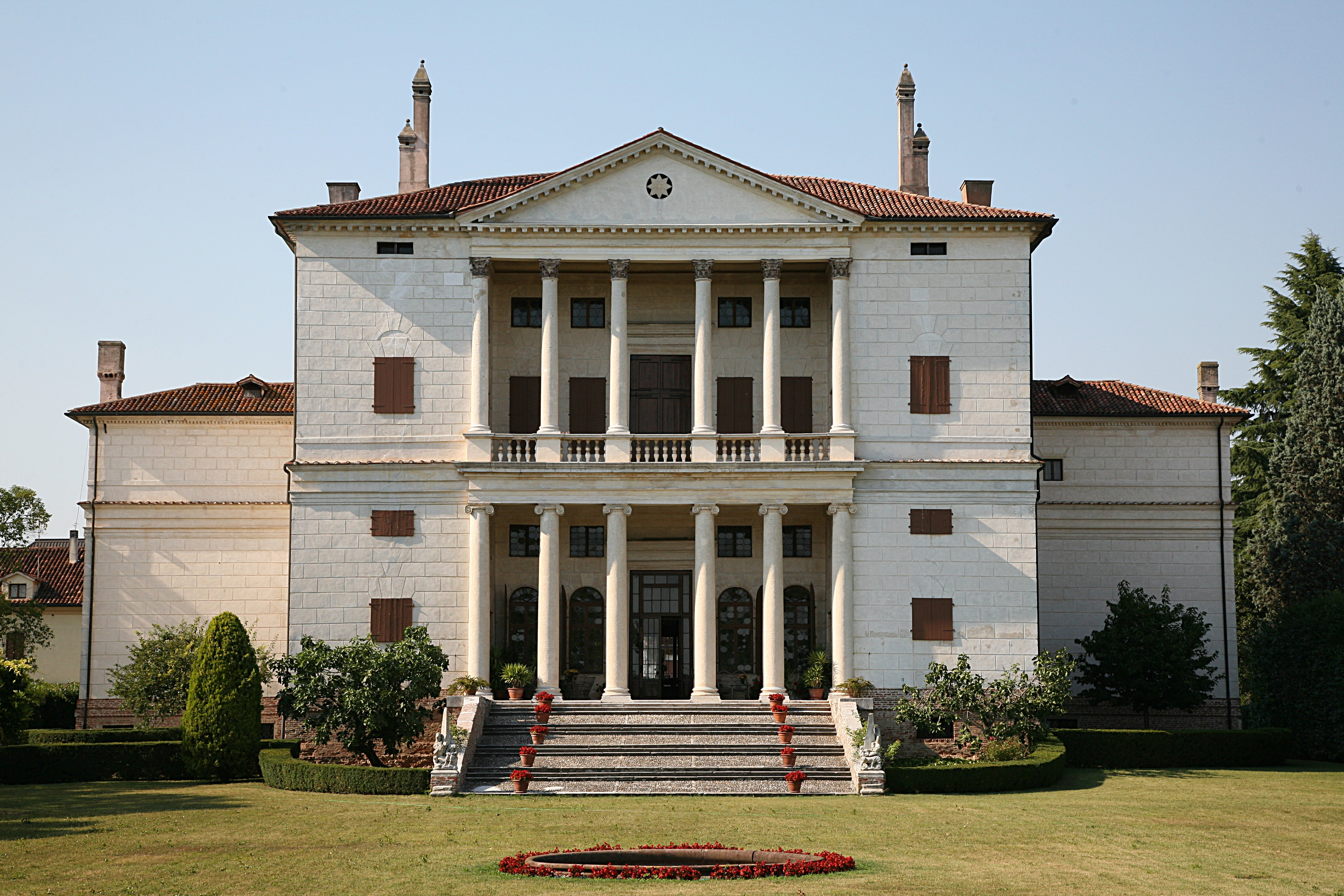
Fachada traseira da Villa Cornaro.

O destinatário da villa era Giorgio Cornaro, filho mais novo duma rica família veneziana. Junto com a relativamente contemporânea Villa Pisani, em Montagnana, a villa realizada em Piombino Dese para outro poderoso patrício veneziano, Giorgio Cornaro, assinala um nítido salto de escala no prestígio de Palladio, cujas encomendas até então eram esencialmente vicentinas.
A villa começou a ser construída em março de 1553 e em abril do ano seguinte o edifício, apesar de incompleto, já estava habitado, o suficiente para ser documentado por Palladio em la sera a zena com o patrão da casa. Este último, com a sua nova esposa, Elena, tomou posse formal da villa em junho do mesmo ano ou, melhor dizer, da obra: nesta data só ainda se havia realizado o bloco central, mas não as alas nem tão pouco a segunda ordem da loggia. A isto se destinam as duas campanhas posteriores, em 1569 e 1588, a segunda levada a cabo por Vincenzo Scamozzi, provavelmente também responsável pela implicação de Camilo Mariani na realização das estátuas do salão.
O interior tem frescos do século XVIII, obra de Mattia Bortoloni.
Através da sua ilustração na obra de Palladio I Quattro Libri dell'Architettura, a Villa Cornaro converteu-se num modelo para as villas por todo o mundo, particularmente na Inglaterra e nas colónias na América do Norte. Thomas Jefferson viu-se influenciado pela Villa Cornaro no desenho de Monticello.
Atualmente, a villa é propriedade de Carl e Sally Gable, naturais de Atlanta, Geórgia, que a adquiriram ao Dr. Richard H. Rush, de Fort Myers, Flórida, em 1989. O Dr. Rush tinha comprado a Villa Cornaro, em 1969, a uma organização italiana dedicada a conservar os monumentos nacionais italianos no Véneto (L'Ente Per Le Ville Venete). Ao longo de vinte anos, ele e a sua esposa, Júlia, restauraram a villa e dotaram-na de antiguidades.
A Villa Cornaro aparece no Guide to Historic Homes: In Search of Palladio, produção de seis horas dividida em três partes, de Bob Vila para a A&E Network.

## Arquitetura

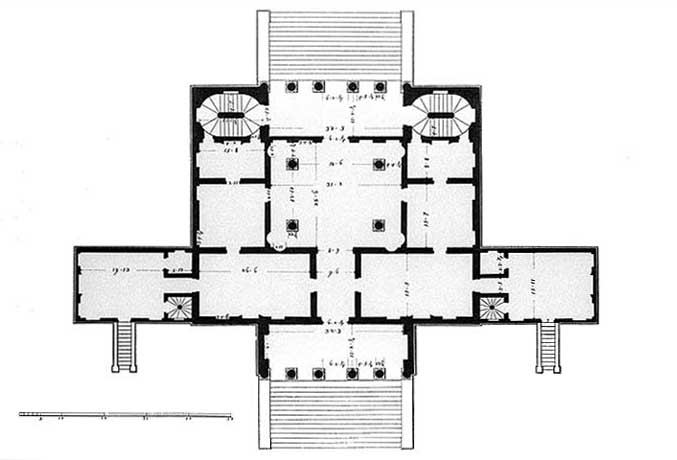
Planta realizada por Ottavio Bertotti Scamozzi em 1781.

A Villa Cornaro representa um dos mais destacados exemplos duma villa renascentista. A Villa Pisani e esta villa estão unidas em mais do que um aspeto, não só pela coincidência cronológica e pelo alto estatuto do patrono. De facto, também a Cornaro tém uma estrutura e uma decoração muito semelhantes a um palácio urbano e é mais uma casa de campo que uma villa: isolada em relação à exploração agrícola e outras dependências, a sua posição proeminente sobre a via pública reforça o seu carácter ambivalente. Além disso, as chaminés presentes em todas as salas provam o uso não só estival e, não por acaso, uma estrutura semelhante será replicada poucos anos depois para o Palazzo Antonini, o palácio "suburbano" de Floriano Antonini em Udine.

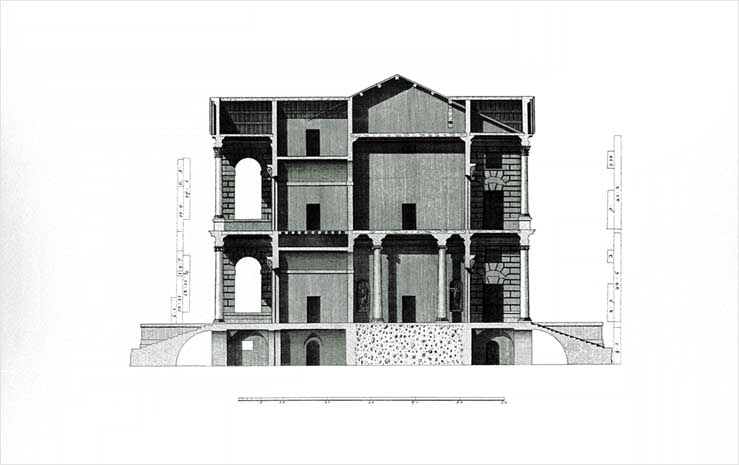
Secção da Villa Cornaro, desenho de Scamozzi, 1781.

A fachada norte tem um pórtico-loggia central que é um lugar habitável protegido do sol e aberto às frescas brisas. Este extraordinário pronau saliente, com dupla ordem, reflete a solução palladiana da loggia do Palazzo Chiericati, em Vicenza, acabada nos mesmos anos, com o tampinamento lateral para dar rigidez à estrutura, como no Pórtico de Otávia, em Roma. É de assinalar que a dupla loggia na fachada é frequente na edificação gótica lagunar, tratando-se duma adaptação ou duma espécie de "tradução ao estilo latino" dos temas tradicionais venezianos.
O espaço interior apresenta uma organização harmoniosa dos pisos de planta estritamente simétrica em que Palladio insistia, sem exceções. As divisões de proporções relacionadas entre si, compostas por quadrados e retângulos áureos, ficam nos lados duma perspetiva axial central que se estende diáfana através da casa; como assinalou Rudolph Wittkower, movendo as escadarias secundárias para as alas que se projetam e preenchendo os espaços das esquinas com escadarias principais ovais emparelhadas, foi deixado espaço livre para um salão central que é tão amplo como os pórticos; este núcleo central forma um retângulo em que existem 3 x 2 repetições dum elegante módulo padronizado. Como na Villa Pisani, também a planimetria da Villa Cornaro se organiza em torno dum grande ambiente com quatro colunas livres, colocado no centro da casa e, assim, propriamente chamado de salão, ao qual se acede por meio da loggia ou dum estreito vestíbulo. Os dois níveis da villa estão ligados por duas elegantes escadarias geminadas que separam nitidamente o piso baixo, para acolher os hóspedes, dos apartamentos superiores reservados aos conjuges Cornaro.

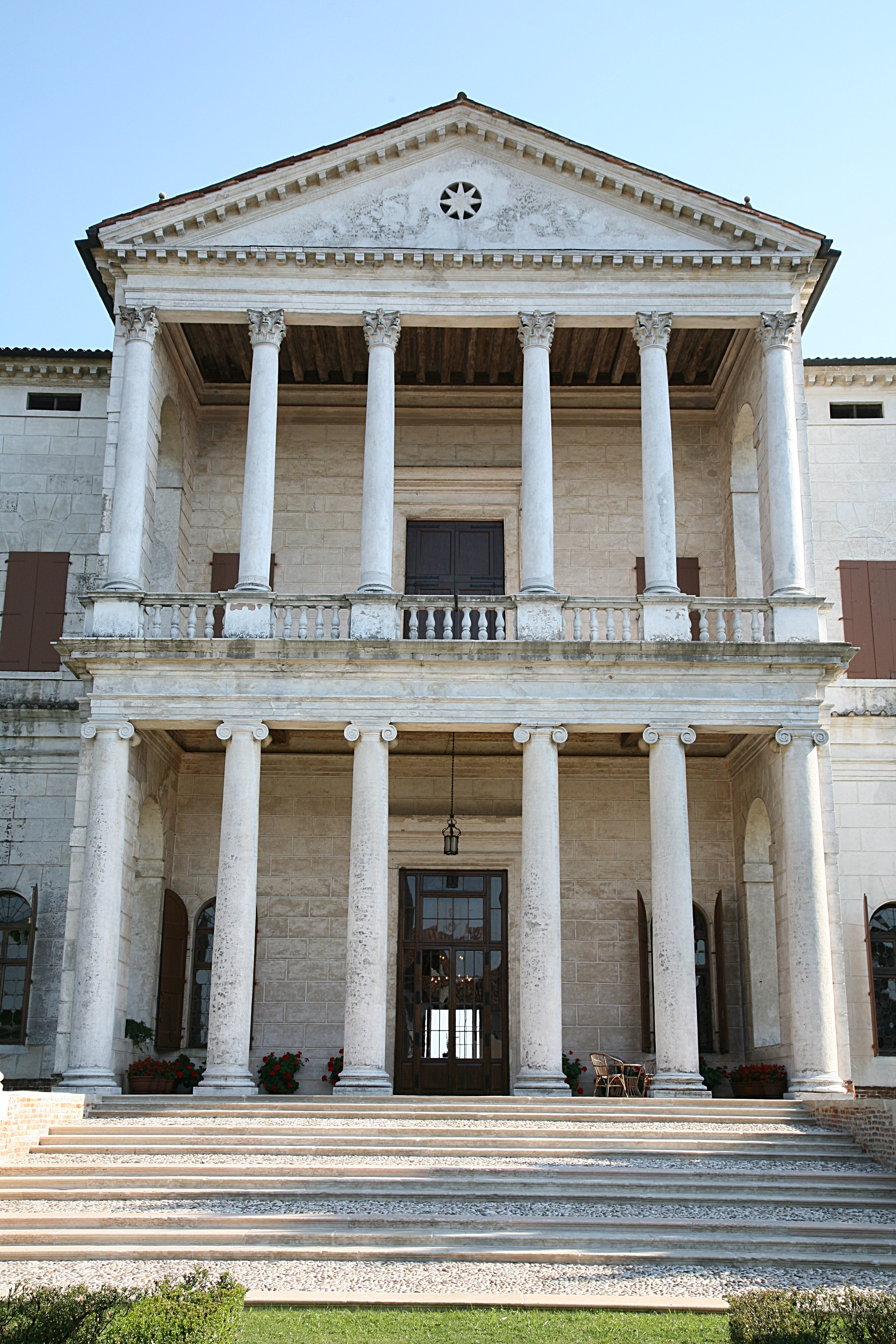
Detalhe da fachada principal
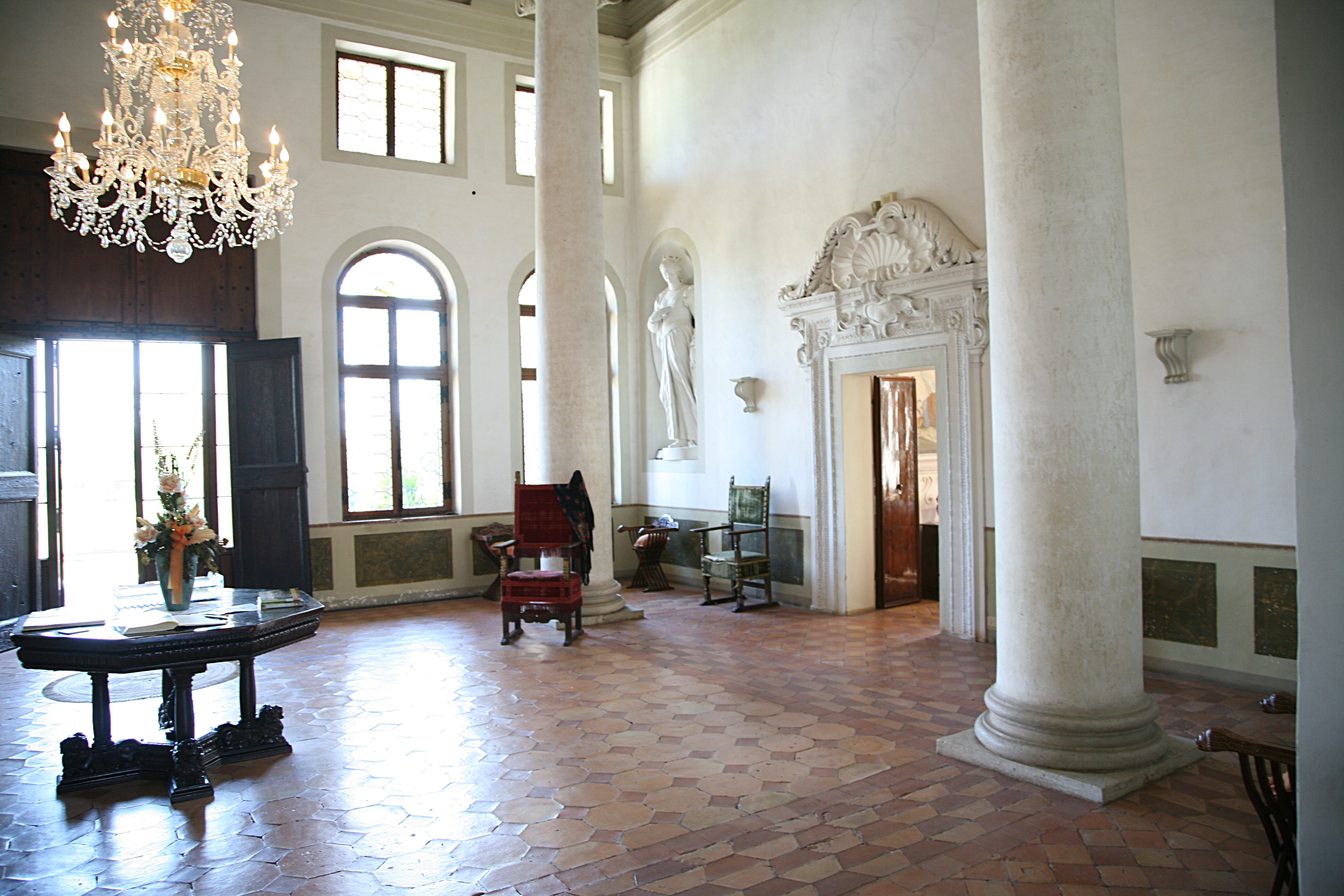
A grande sala com quatro colunas, ou salão
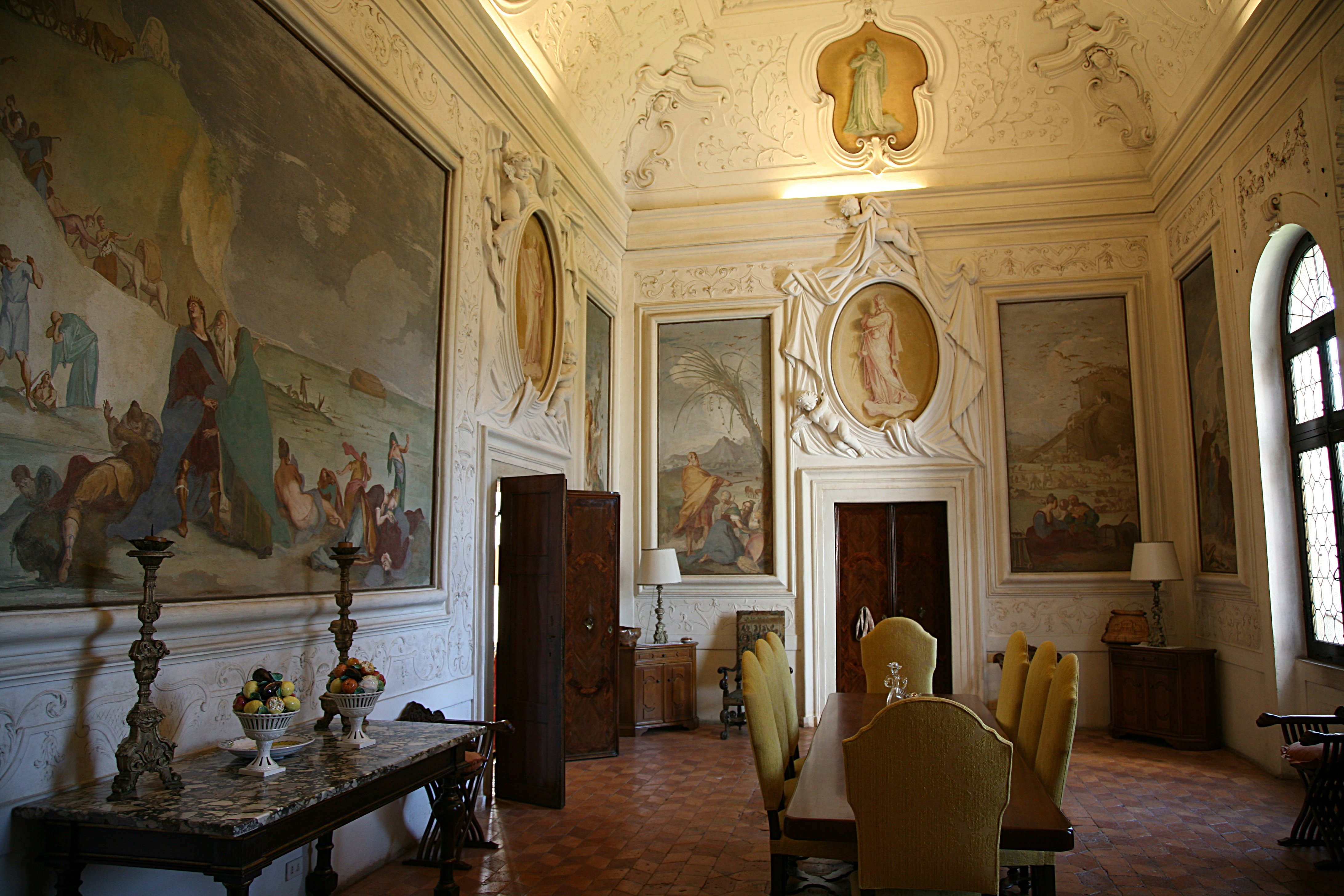
Sala de jantar